# Victor och Josefine: Resan till Snackistan
Victor och Josefine: Resan till Snackistan (franska: Ernest et Célestine – Le Voyage en Charabie) är en fransk animerad film från 2022 i regi av Julien Chheng och Jean-Christophe Roger. Filmen är en uppföljare till filmen Victor och Josefine från 2012 och bygger på barnboksserien Ernest et Célestine av den belgiska författaren och illustratören Gabrielle Vincent.
Filmen hade biopremiär i Sverige den 21 april 2023, utgiven av Scanbox Entertainment.

## Handling
Victor och Josefine åker på en resa till Victors hemland, Snackistan. Men Victor, som brinner för musik, hamnar snabbt av misstag i trubbel: han anklagas för att spela förbjudna toner. Och ju mer tiden går, desto fler förbjudna toner blir det. De två vännerna upptäcker lyckligtvis att det finns ett musikaliskt motstånd som de vill hjälpa.

## Rollista
- Lambert Wilson – Victor
- Pauline Brunner – Josefine
- Michel Lerousseau – Naboukov
- Céline Ronté – Kamelia
- Lévanah Solomon – Mila och Mifasol
- Jean-Marc Pannetier – Octavius
- Christophe Lemoine – polischefen
- Georges Caudron – domare och polis
- Jean-Philippe Puymartin – domare
- Xavier Fagnon – trafikbjörnen

### Svenska röster
- Adam Fietz – Victor
- Benthe Börjesson Liebert – Josefine
- Sharon Dyall – Mamma Björn
- Andreas Nilsson – Pappa Björn
- Kristian Ståhlgren, Mikael Roupé[6][7]